# Madeleine Dean

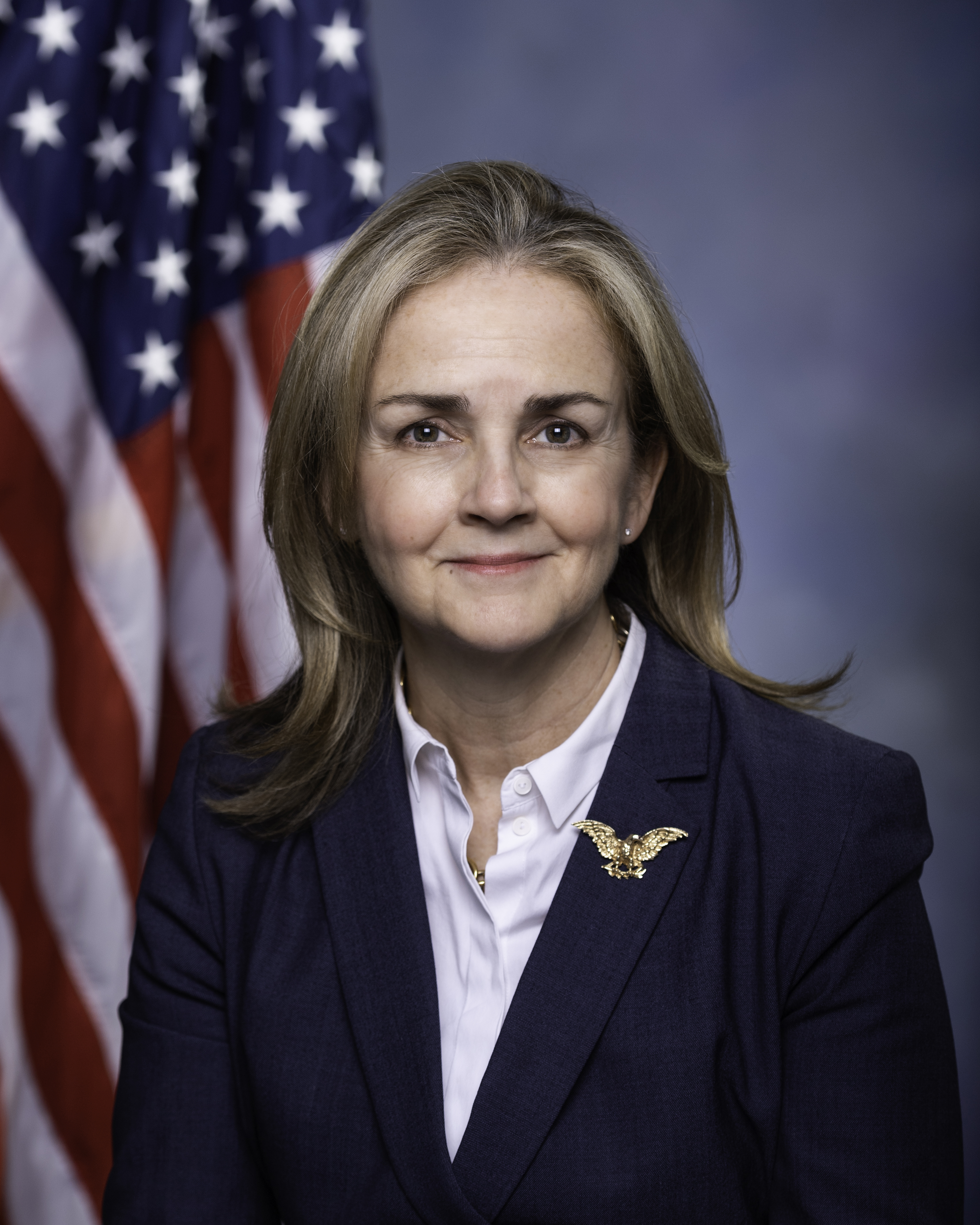
Madeleine Dean (2019)

Madeleine Dean Cunnane (* 6. Juni 1959 in Philadelphia, Pennsylvania) ist eine US-amerikanische Politikerin der Demokratischen Partei. Seit Januar 2019 vertritt sie den vierten Distrikt des Bundesstaats Pennsylvania im Repräsentantenhaus der Vereinigten Staaten. Von April 2012 bis zum November 2018 war Dean Mitglied des Repräsentantenhauses von Pennsylvania.

## Leben
Madeleine Dean wuchs als jüngstes von sieben Kindern in Glenside, Pennsylvania, auf und machte ihren Schulabschluss an der Abington Senior High School. Bereits mit 18 Jahren war Dean in der Lokalpolitik aktiv. Sie besucht das Montgomery County College. Anschließend studierte sie Rechtswissenschaften an der La Salle University, wo sie 1981 ihren Bachelor of Arts erwarb. Danach studierte sie an der Pennsylvania State University und an der Widener University weiter, wo sie 1984 den akademischen Grad eines Juris Doctor (J.D.) erlangte. Nach dem Studium war Dean in einer Anwaltskanzlei tätig, später war sie Dozentin an der La Salle University.
Madeleine Dean ist mit PJ Cunnane verheiratet und hat drei Söhne und zwei Enkelkinder. Sie lebt mit ihrem Ehemann in Jenkintown.

## Politik
Dean war Mitglied im Gemeinderat des Abington Township. Im Jahr 2012 wurde sie für den 153. Wahlbezirk in das Repräsentantenhaus von Pennsylvania gewählt. In ihrem Wahlkampf thematisierte Dean unter anderem einen leichteren Zugang zu medizinischer Versorgung, eine Reform des Justizsystems, Gleichberechtigung und Aktionen gegen Waffengewalt. Nach dem Amoklauf an der Sandy Hook Elementary School im Dezember 2012 gründete sie zusammen mit dem Repräsentanten Dan Frankel den Ausschuss PA SAFE, einen Zusammenschluss von Befürwortern der Eindämmung illegaler Waffen. 2015 wurde Dean von Gouverneur Tom Wolf in dessen Frauenkommission berufen.
2017 gab Madeleine Dean bekannt, sich bei den Wahlen im folgenden Jahr für das Amt des Vizegouverneurs von Pennsylvania zu bewerben. Nach einer Umstrukturierung der Kongresswahlbezirke in Pennsylvania im Februar 2018, bei der Deans Wohnort vom dreizehnten in den vierten Kongresswahlbezirk fiel, und da der bisherige Repräsentant Brendan Boyle den Wahlbezirk wechselte, zog Madeleine Dean ihre Vizegouverneurskandidatur zurück und bewarb sich stattdessen um den Sitz des vierten Wahlbezirkes Pennsylvanias im Repräsentantenhaus der Vereinigten Staaten. Sie konnte sich am 15. Mai in der Vorwahl der Demokraten mit 72,6 % gegen zwei weitere Bewerber durchsetzen. In der Wahl zum Repräsentantenhaus der Vereinigten Staaten 2018 am 3. November besiegte sie den Republikaner Dan David deutlich mit 63,5 % der Stimmen. In der Wahl 2020 gewann er sie gegen die Republikanerin Kathy Barnette mit 59,5 % der Stimmen. Dean war in ihrer zweiten Legislaturperiode eine der neun leitenden Kongressabgeordneten beim zweiten Amtsenthebungsverfahren gegen Donald Trump.
Die Primary (Vorwahl) ihrer Partei für die Wahlen 2022 am 17. Mai gewann sie ohne Gegenkandidaten. Sie trat dadurch am 8. November 2022 gegen Christian Nascimento von der Republikanischen Partei an und entschied die Wahl mit 61 % der Stimmen für sich. Bei der folgenden Kongresswahl 2024 hatte sie in der Vorwahl abermals keine Herausforderer und gewann die Hauptwahl gegen den Republikaner David Winkler mit 59 %. Daher ist sie auch bis zum 3. Januar 2027 im Repräsentantenhaus des 119. Kongresses vertreten.[veraltet]

### Ausschüsse
Dean ist aktuell Mitglied in folgenden Ausschüssen des Repräsentantenhauses:
- Committee on Foreign Affairs
  - Europe
  - Oversight and Accountability
- Committee on the Judiciary
  - Courts, Intellectual Property, and the Internet
  - Crime and Federal Government Surveillance

Dean war zuvor auch Mitglied im Committee on Financial Services. Außerdem ist sie Mitglied in der New Democrat Coalition sowie in sechs weiteren Caucuses.